# Bowman (Dakota del Nord)
Bowman és una ciutat i seu del Comtat de Bowman a l'estat de Dakota del Nord dels Estats Units d'Amèrica.

## Demografia
Segons el cens dels Estats Units del 2000 Bowman tenia 1.600 habitants, 702 habitatges, i 419 famílies. La densitat de població era de 475,2 hab./km².
Dels 702 habitatges en un 25,9% hi vivien nens de menys de 18 anys, en un 51,3% hi vivien parelles casades, en un 6,1% dones solteres, i en un 40,3% no eren unitats familiars. En el 37,5% dels habitatges hi vivien persones soles el 21,1% de les quals corresponia a persones de 65 anys o més que vivien soles. El nombre mitjà de persones vivint en cada habitatge era de 2,15 i el nombre mitjà de persones que vivien en cada família era de 2,84.
Per edats la població es repartia de la següent manera: un 21,7% tenia menys de 18 anys, un 5,2% entre 18 i 24, un 23,8% entre 25 i 44, un 22,5% de 45 a 60 i un 26,9% 65 anys o més.
L'edat mediana era de 45 anys. Per cada 100 dones de 18 o més anys hi havia 89,6 homes.
La renda mediana per habitatge era de 31.645 $ i la renda mediana per família de 41.131 $. Els homes tenien una renda mediana de 28.824 $ mentre que les dones 19.688 $. La renda per capita de la població era de 18.851 $. Entorn del 5,4% de les famílies i el 7,5% de la població estaven per davall del llindar de pobresa.

## Poblacions properes
El següent diagrama mostra les poblacions més properes.